# آلبرتو پالاسیو
آلبرتو پالاسیو (انگلیسی: Alberto Palacio؛ ۱۸۵۶ – ۱۹۳۹) یک معمار، مهندس عمران، و مهندس اهل اسپانیا بود.

## نگارخانه

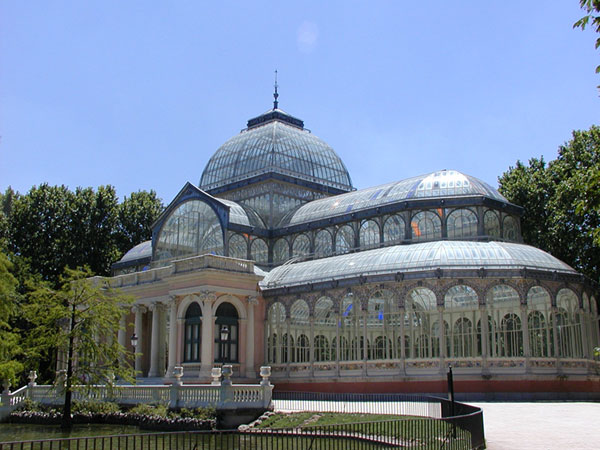
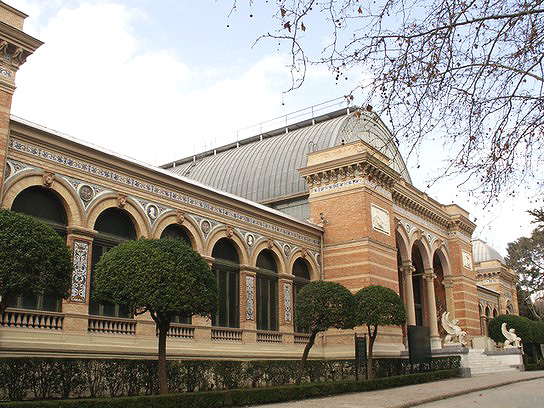
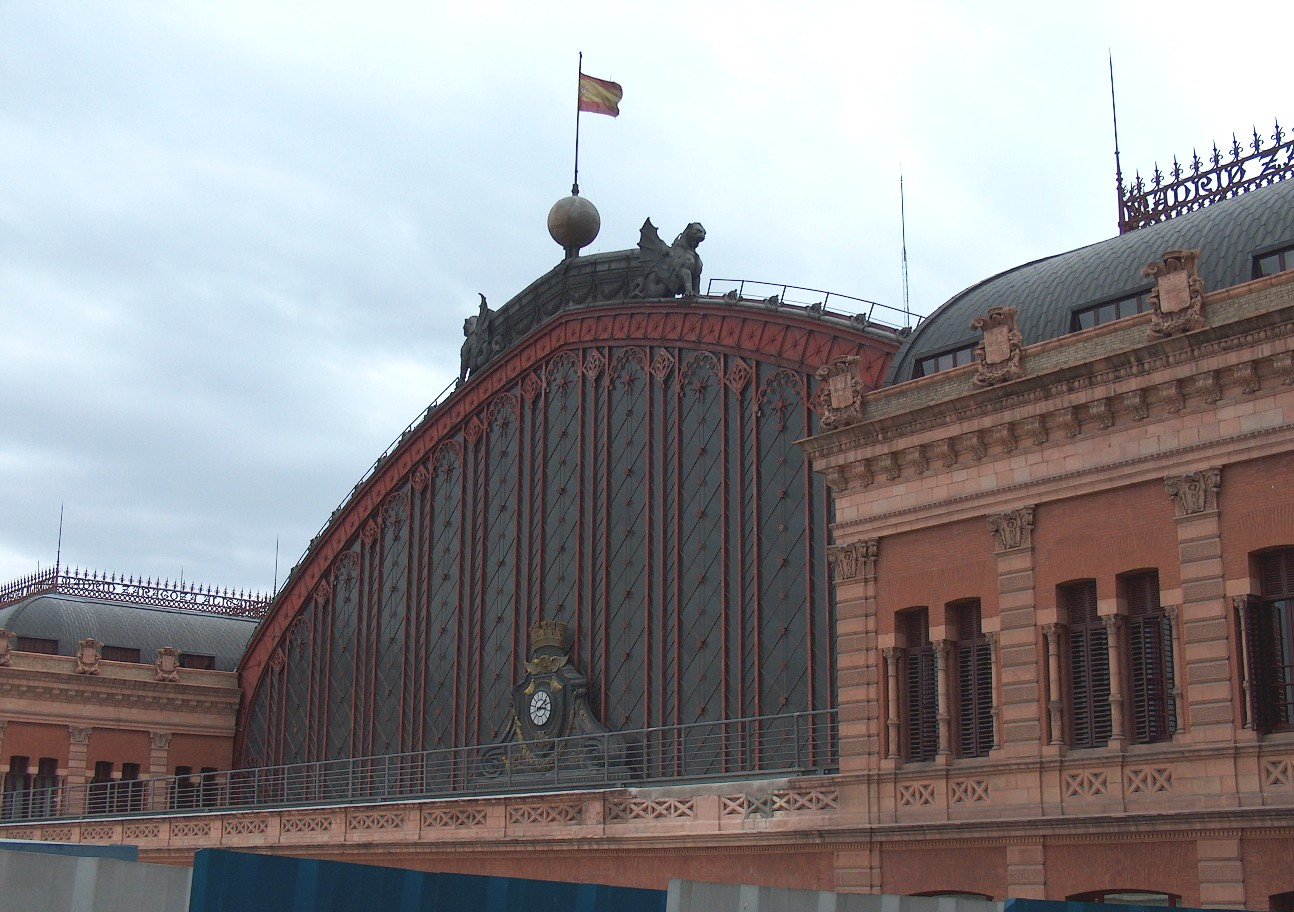